# 西光寺 (岡崎市鴨田町)

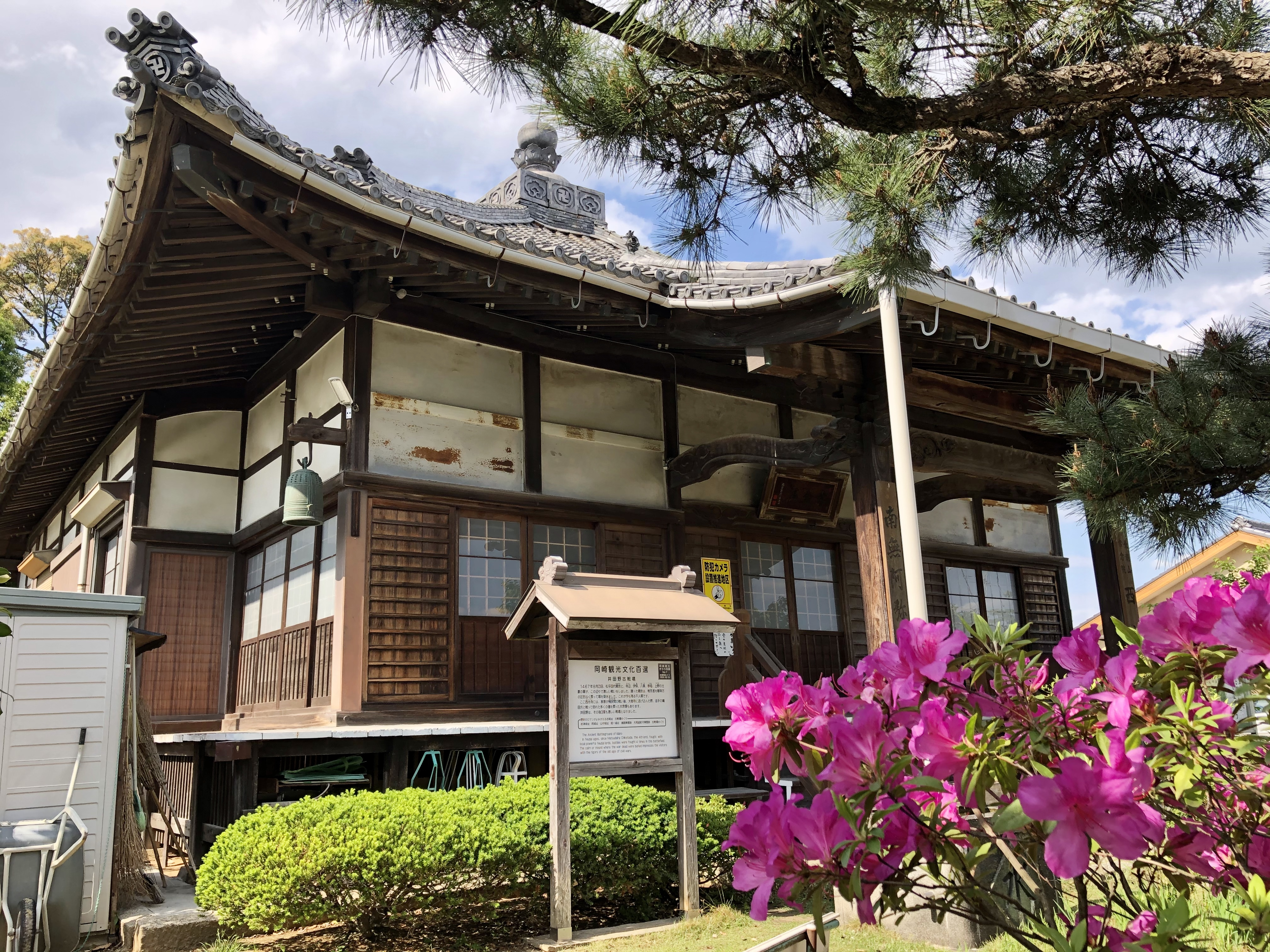
西光寺本堂

西光寺（さいこうじ）は、愛知県岡崎市鴨田町向山38番地の1に所在する浄土宗鎮西派の寺院。山号は長親山、院号は常念院。大樹寺の山内寺院の一つで、松平氏4代・松平親忠により創建された。松平氏5代・松平長親開基、知恩院23世・勢誉愚底開山。

## 歴史

### 創建から江戸時代まで
- 応仁元年（1467年） - 井田野の合戦で松平親忠軍が土豪連合軍と交戦。戦後に敵味方の戦死者を葬った千人塚を建立[4]。
- 文明7年（1475年） - 塚周辺で怪異が頻発したため、親忠が勢誉愚底を招き念仏堂を建立。これが西光寺の起源となる[1]。また、以降井田野が魂場野と称されるようになる[3]。
- 天文年間（16世紀） - 松平長親が崩壊した念仏堂を再興し西光寺開基となる[3]。
- 永禄3年（1560年）- 桶狭間の戦いで敗走した徳川家康が大樹寺に逃れた際、追手と交戦した僧侶を葬る大衆塚が造営される[5]。
- 永禄11年（1568年）頃 - 退廃していたため再建されるも焼失し、再び再建された[3]。
- 元禄9年（1696年） - 大樹寺28世・忍誉が千人塚に南無阿弥陀仏碑を建立[6]。
- 寛保3年（1743年）- 松尾芭蕉の50回忌に際し、句碑「夏草や 兵どもが ゆめの跡」が建立[4]。

### 近代以降
- 昭和42年（1967年） - 大衆塚の石造阿弥陀如来坐像が岡崎市指定文化財に指定[5]。
- 昭和49年（1974年） - 千人塚が岡崎市指定史跡となる[6]。

## 伽藍と文化財

### 主要建造物
- 本堂 - 木造阿弥陀如来坐像（本尊）を安置[4]。
- 大衆塚 - 永禄3年の戦死者を葬る。市指定文化財の石造阿弥陀如来坐像（高さ1.2m）がある[5]。
- 句碑 - 松尾芭蕉の句碑（岡崎市最古の芭蕉碑）[4]。

### 文化財一覧

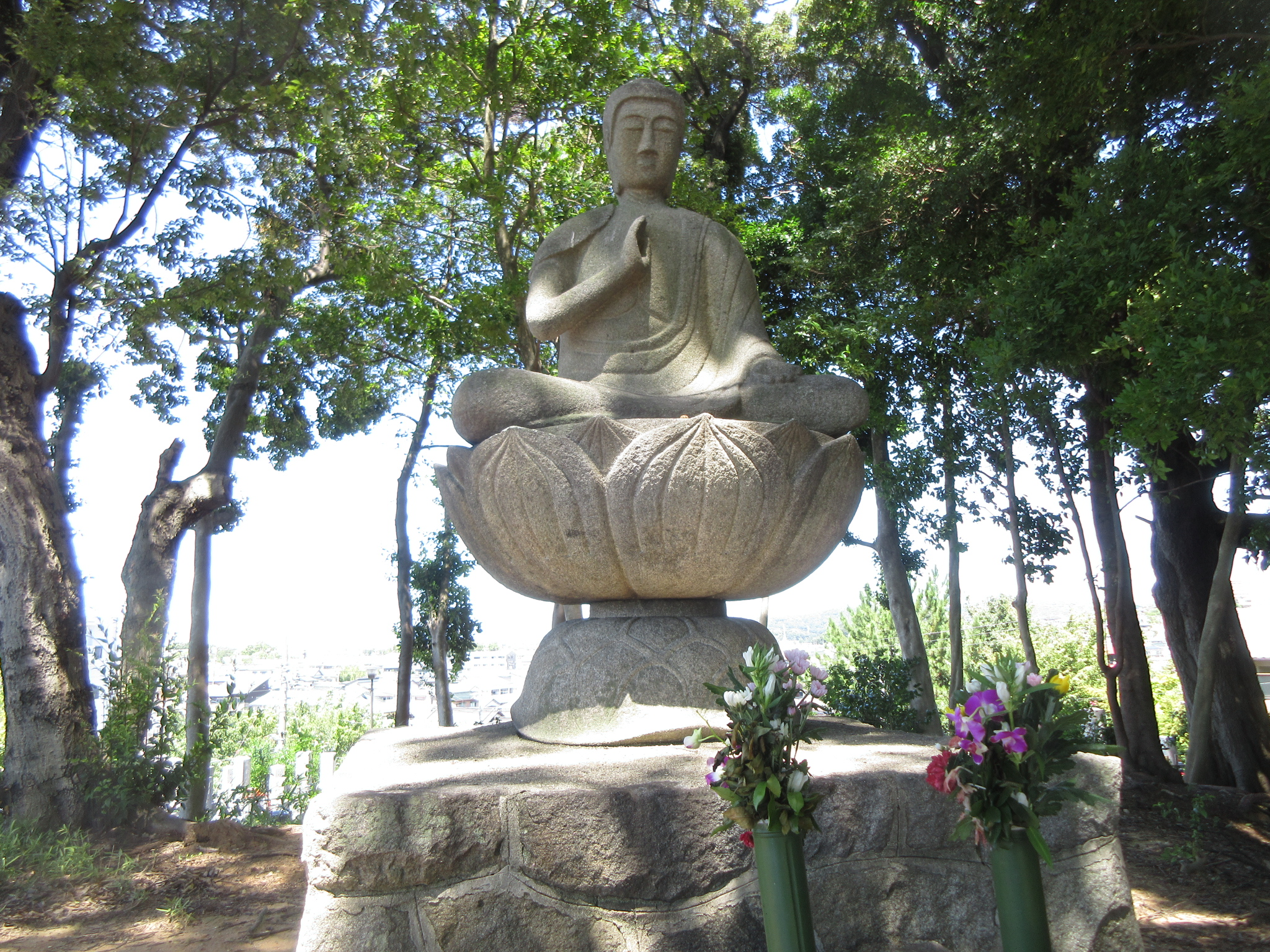
石造阿弥陀如来坐像

| 名称               | 種別 | 指定年 |
| ------------------ | ---- | ------ |
| 千人塚             | 史跡 | 1974年 |
| 石造阿弥陀如来坐像 | 彫刻 | 1967年 |

## 墓所
- 松平長親公荼毘所[3]
- 井田野の戦いの千人塚[3]
- 大樹寺僧兵の大衆塚[3]
- 内藤義清・同人室墓[3]

## 行事

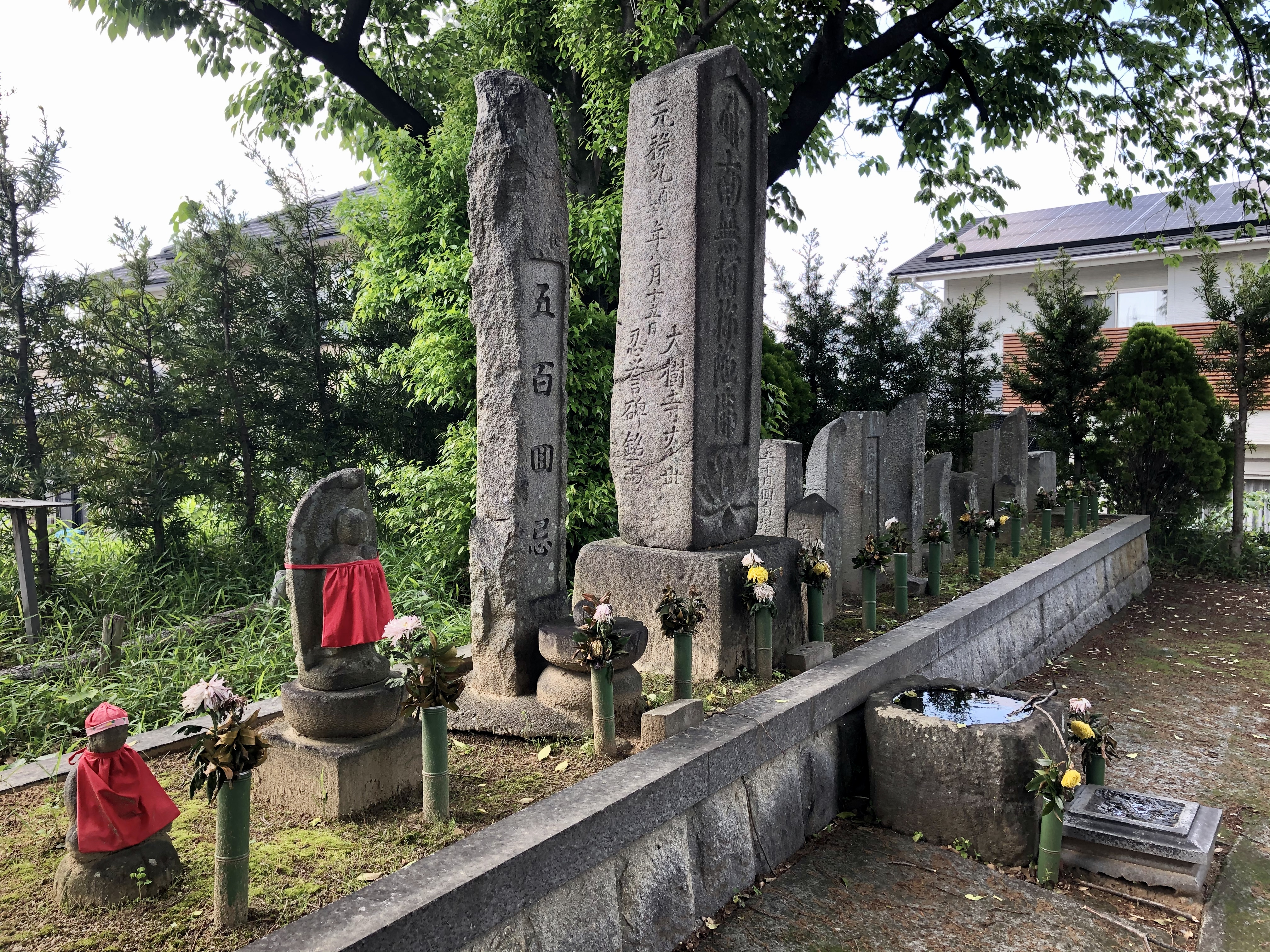
千人塚

- 千人塚供養会（11月23日）[4]。
- 三十三観音法要（5月第2日曜）[4]。

## アクセス
- 公共交通 - 名鉄バス大樹寺停留所より徒歩12分[4]。
- 駐車場 - 10台（無料）[4]。